# Pasterelóza
Pasterelóza (pasteurellosis) je infekční onemocnění vyvolané bakteriemi rodu Pasteurella. Vyskytuje se u zvířat i u lidí, jsou vzájemně přenosné (antropozoonóza). Nejčastější původce je Pasteurella multocida. Vylučuje endotoxin, který komplikuje průběh nemoci. U zvířat je nejčastější kapénková infekce, je postižen dýchací aparát. U lidí je nejčastěji postižena kůže při poškrábání (kočka) či pokousání. Zvířata mohou být latentními nosiči mnoha druhů pasterelóz. U nich se nemoc neprojeví vůbec či probíhá skrytě, zato u člověka může vyvolat závažné onemocnění s celoživotními následky.
V současné době zahrnuje skupina Pasteurellaceae pět rodů: Pasteurella, Actinobacillus, Haemophilus, Mannheimia a Lonepinella. Místo pasterelóza lze najít i pojem mannheimióza (mannheimiosis).

## Pasterelóza zvířat
| druh pasteurelly      | hlavní výskyt       | klinický obraz                                                       |
| --------------------- | ------------------- | -------------------------------------------------------------------- |
| Pasteurella multocida | skot, ovce,         | pneumonie (telata), mastitis,                                        |
|                       | prasata             | atrofická rhinitis (společně s Bordetella bronchiseptica), pneumonie |
|                       | králíci             | infekční rýma = rhinitis, conjuctivitis, abscesy, pneumonie          |
|                       | drůbež              | drůbeží cholera                                                      |
|                       | zbylé druhy zvířat  | pneumonie,                                                           |
| P. haemolytica        | skot, ovce, kozy    | respirační onemocnění                                                |
| P. canis              | psi                 | běžně přítomna v ústní dutině                                        |
|                       | ovce                | pneumonie – kapénková infekce                                        |
| P. dagmatis           | psi, kočky          | běžně přítomna v ústní dutině                                        |
| P. stomatis           | psi a kočky         | v ústní dutině, pneumonie                                            |
| P. caballi            | koně                | pneumonie                                                            |
| P. pneumotropica      | laboratorní zvířata | pneumonie                                                            |
| P. aerogenes          | prase               | běžně přítomna v ústní dutině                                        |
| P. langaa             | pes                 | běžně přítomna v ústní dutině                                        |
| P. anatis             | drůbež              | běžně přítomna                                                       |

## Pasterelóza králíků
Historicky se u nás vyskytovala infekční rýma králíků. Pokud se dostala do chovu, bylo obtížné ji vytěsnit. Klinicky se objeví kašel (prskání), otečou oči, výtok z nosu, na těle se mohou vyskytnout abscesy. Zápaly plic se přenáší jako kapénková infekce. Akutní projevy jsou hlavně u nově narozených, kde způsobují vysoký úhyn. U dospělých může nemoc přejít do chronického stádia, kdy zvíře nemá klinické příznaky, ale je nositelem nemoci.
Na infekční rýmě králíků se podílejí v první fázi viry, poté Pasterella multocida, poté Staphylococcus arureus případně další bakteriální komplikace. Dnes se před názvem "infekční rýma králíků" preferuje laboratorní diagnóza – pasterelóza. Na její potvrzení je zapotřebí kultivační nález prováděný ze stěrů nosu nebo při úhynu přímo z plic (do ústavu se doručí čerstvě uhynulý králík).
Existují vakcíny proti pasterelóze králíků, podávají se ramlicím. Vakcinace omezuje výskyt nemoci, ale neumí ji zcela vyloučit. K léčení se používají antibiotika podávaná ve vodě či přímo v granulovaném krmivu jako medikace. U velkochovů králíků je na prvním místě prevence. Nesmí se nakoupit infikovaný králík. Vozit králíky na výstavy je naprosto vyloučeno, tam je nakažení vysoce pravděpodobné. Důležitá je měsíční karanténa.

## Pasterelóza činčil
Činčily chované ve velkochovech jako zdroj kůží jsou vysoce náchylné na plicní onemocnění. Bez klimatizace, turnusového chovu, naprostého sucha a vzdušné vlhkosti jen kolem 40% nelze zabránit infekci. Pasterelóza u činčil probíhá podobně jako u králíků. Bez vakcinace a dlouhodobé medikace krmiva ji není možné odstranit.

## Pasterelóza skotu
BRD (bovine respirátory disease) neboli Respirační syndrom skotu je komplex onemocnění dýchacího aparátu skotu. Začíná jako virová infekce, pokračuje jako bakteriální zápal plic. Nejčastěji onemocní telata a mladý dobytek.
P. multocida a P.haemolytica jsou hlavními původci bakteriálních komplikací. Prevence se provádí plošnou vakcinací krav před porodem a telat po porodu širokospektrální vakcínou. Vakcína je hlavně na virové původce. Některé vakcíny obsahují i antigeny Pasterella multocida.
Léčení se provádí antibiotiky a to injekční formou. Moderní je technika „one shot injection“, kdy se jedinou aplikací depotního antibiotika zajistí celý léčebný cyklus (antibiotická clona na 5 a více dní). Důležitá je separace nemocných od zdravých, telat od jalovic a býčků. K tomu slouží vzdušný odchov. Turnusový provoz používá jako prevenci před pasterelózou kromě vakcinace i preventivní podávání antibiotik při přesunu a to v krmivu (vodě) po dobu 3-5 dní. Při přesunech je nutno dodržet karanténní opatření. Ty zahrnují separaci od zbytku stáda po dobu 1 měsíc.

## Pasterelóza ovcí a koz
Pasterelóza nastupuje často jako následné onemocnění při plicních parazitózách (Parazitární onemocnění). Stres je hlavním rizikovým faktorem. Na onemocnění se podílejí tři bakterie: Mannheimia haemolytica, Bibersteinia trehalosi, Pasteurella multocida. Projevuje se jako akutní zápal plic a u jehňat a kůzlat mívá smrtelné následky. Léčení se provádí podáváním antibiotik a to ve vodě či injekční formou.

## Pasterelóza koní
P. multocida a P. caballi vyvolávají závažné pneumonie (zápal plic). Vakcinace se neprovádí, léčení pouze injekčními antibiotiky. Zápaly plic mohou u koní zanechat trvalé následky a artritis (zánět kloubů) s příznaky kulhání, je další projev pasterelózy.

## Pasterelóza prasat
P. multocida vyvolává těžké zápaly plic. Zvláště u selat končívají úhyny. U prasnic může vyvolat potraty (aborty). "Sípavka prasat" je primárně způsobena bakterií Bordetella bronchiseptica, ale P. multocida je závažná komplikace, které se na rozvoji nemoci podílí. P.aerogenes je důležitá při přenosu na člověka, který se děje kousnutím.

## Pasterelóza koček
Probíhá často jako sezónní onemocnění. Projevuje se výtokem z očí a nosu, zápalem plic. Dospělý jedinec může být latentní hostitel, koťata onemocní během několika týdnů po narození. U koťat bývá nemoc smrtelná, pokud není včas podáno antibiotikum. Akutní zánět dělohy či chronická endometritida je dalším projevem pasterelózy.
Kočka je hlavním přenašečem pasterelózy na člověka.
P. canis se vyskytuje u mnoha zdravých jedinců a to nejen koček, ale i psů, koňů, fretek, králíků atd. U většiny nevyvolá žádné onemocnění. Vyskytuje se jako bakteriologický nález při zánětech vnějšího zvukovodu, při infekčních zánětech spojivek, rhinitid (Rýma) a osteomyelitid (Osteomyelitida). U koňů může být příčinou artritid (zánět kloubů).
Je přenosná na člověka, u něhož způsobuje infekce různého typu od kůže přes oční a nosní aparát až po prostatu Předstojná žláza.

## Pasterelóza psů
Probíhá jako akutní zápal kůže a měkkých tkání. V místě napadení vzniká otok, zarudnutí, bolestivost, zvýšená citlivost.
Jako druhý je nejčastěji postižen dýchací aparát. Způsobuje zápaly plic, při dlouhodobém průběhu pak fibrózní zápal poplicnice a pohrudnice. Léčí se antibiotiky.
P. stomatis se vyskytuje u psů a je přenosná na člověka kousnutím. Vyvolává zarudnutí kůže, které se může šířit na okolní tkáň a končit až sepsí.
P. dagmatis je roznášena psím kousnutím, u lidí vyvolává horečnaté onemocnění podobné sepsi (otrava krve).
P. langaa nevyvolá u psa onemocnění, ale může se přenést na člověka kousnutím.

## Pasterelóza drůbeže
Cholera drůbeže je nákaza vzácně přenosná i na člověka. Projevuje se jako zápal plic. Je způsobena P. multocida.
Klovnutí drůbeže může u lidí vyvolat kožní onemocnění, jehož původcem je P. anatis.

## Pasterelóza člověka

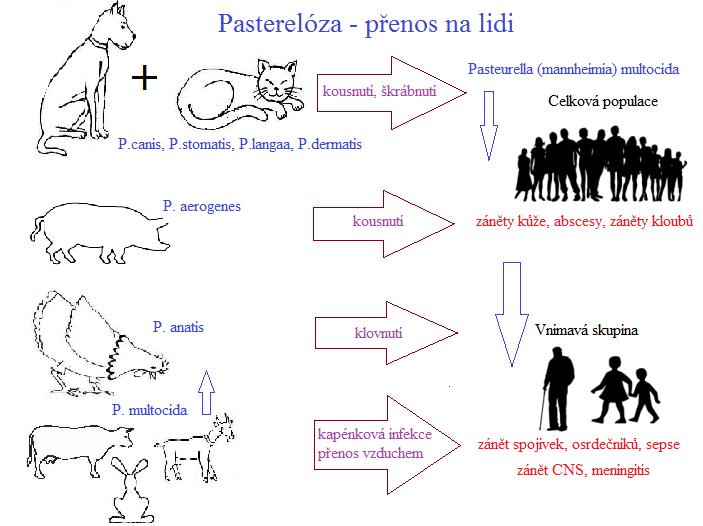
Přenos pasterelózy ze zvířat na lidi

Ze všech zvířat je možný přenos na člověka Antropozoonóza, nejčastěji jako škrábnutí či kousnutí, méně často jako kapénková infekce (vdechnutí).
- Kožní forma vzniká v místě poranění jako zánět kůže, který se může zkomplikovat až na absces. Při vážnějším průběhu dochází k zánětu kloubů (artritis) či dokonce kostí (Osteomyelitida). U vnímavých jedinců (děti, senioři) může být následkem sepse.
- Vážnější průběh má kapénková infekce u vnímavé skupiny jedinců s oslabenou imunitou, kdy vyvolá zápal plic, conjuctivitis (Zánět spojivek), zápal osrdečníku (Perikarditida), mozkových blan (Meningitida) či CNS (Centrální nervové soustavy).